# Вільхи
Ві́льхи — село в Україні, у Золотоніському районі Черкаської області. Входить до складу Новодмитрівської сільської громади. Населення — 866 чоловік, 412 господарств.
Село розташоване в долині Дніпра за 6 км від районного центру — міста Золотоноша біля шосе Золотоноша — Коробівка.

## Історія
Вперше село згадується 1650 роком. "На карті Боплана (40-ві рр. XVII ст.) Вільхи позначене під назвою "Ольокі", як осада біля річки Золотоношка. У документі, датованому 1693 р., зустрічається село "Ольхи". Історичне джерело 1765 р. фіксує "Ольховци село", а поруч з ним - хутір Вільхівський. У переписних документах останньої чверті XVIII ст. село прибирає сучасну назву"
Вільхівська кошикарня славилася виробами. У 1909 році її майстри отримали велику срібну медаль на Полтавській сільськогосподарській виставці.
Колгосп, куди входили села Вільхи та Мелесівка, після війни мав назву «Перебудова», потім «Україна», імені Калініна, сьогодні — ТОВ «МТС-2000».

## Сучасність
На території села розташовані Золотоніське лісове господарство, Вільхівське лісництво, фельдшерсько-акушерський пункт, навчально-виховний комплекс «Загальноосвітня школа І ступеня — дошкільна установа», відділення зв'язку, клуб, бібліотека з книжковим фондом 12 тисяч примірників, три магазини «Лісова скарбниця» та два продуктових, кафе-бар «У дідуся».

## Пам'ятки
- Вільхівський — ботанічний заказник місцевого значення.
- Довгий — ботанічний заказник місцевого значення.
- Мар'янівщина — ботанічний заказник місцевого значення.